# Зондирование вертикальными токами
Зонди́рование вертика́льными то́ками (ЗВТ) — метод электроразведки, относящийся к разведочной геофизике. Зондирование вертикальными токами применяется при  поиске нефти  и рудных месторождений.

## Описание метода
Электроразведочный метод зондирования вертикальными токами был предложен в 1980-х годах В. С. Могилатовым. Метод использует возможности кругового электрического диполя, как источника электромагнитного поля. При проведении круговой электрический диполь формируется из 8 заземленных электрических линий. Такой источник создает в геологической среде тороидальную систему вторичных токов.

## Преимущества
- площадной сигнал свободен от фона вмещающей среды и вызван только локальными геоэлектрическими неоднородностями, которыми являются месторождения полезных ископаемых.
- вертикальной фокусировкой электрического тока достигается повышенная глубина исследования и высокая локальность по сравнению с традиционными источниками электромагнитного поля (петля, заземленная линия).

При решении нефтепоисковых задач применение зондирований вертикальными токами позволяет оконтурить нефтяную залежь, а также оценить перспективность обнаружения новых нефтяных залежей в пределах выявленных сейсморазведкой положительных структур.
На этапе поиска новых рудных месторождений метод позволяет локализовать геоэлектрические неоднородности обусловленные месторождениями полезных ископаемых и оценить глубину залегания возмущающего объекта.
В методе ЗВТ решены две взаимосвязанные проблемы, фатальные для традиционных зондирований становлением (ЗС): физическое устранение мощного динамического фона от вмещающей среды и реализация площадных работ с закрепленным источником.